# تازه أباد (المزرعة الجنوبية)
تازه أباد (بالفارسية: تازه‌آباد) هي قرية تقع في إيران في قسم المزرعة الجنوبیة الريفي. يقدر عدد سكانها بـ 375 نسمة بحسب إحصاء 2016.